# X87

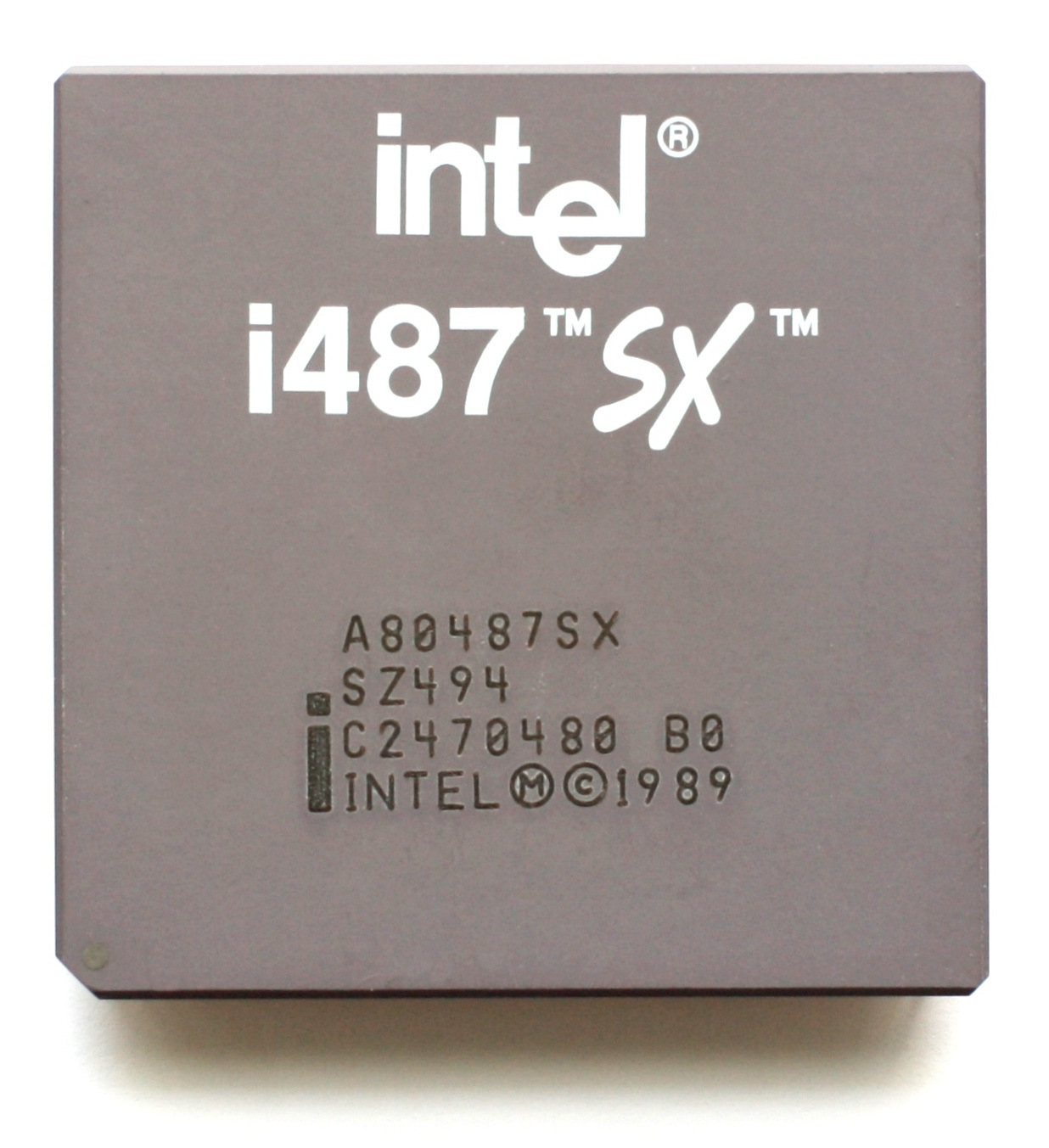
Micro-processeur i487SX

x87 est un jeu d'instructions orienté calcul en virgule flottante faisant partie de l'architecture de microprocesseurs x86.
Les processeurs proposant ce jeu d'instructions sont l'Intel 8087, 80287, 80387, 80487, AMD K6, Pentium, Athlon, Pentium 4 et Athlon 64. À partir du 80486, la plupart des processeurs x86 implémentent ce jeu d'instructions directement dans le processeur principal.